# Final Fantasy XII: Revenant Wings
Final Fantasy XII: Revenant Wings (ファイナルファンタジーXII レヴァナント・ウイング Fainaru Fantajī Tuerubu Revananto Uingu?) es un videojuego de estrategia y rol desarrollado por Square Enix y Think & Feel Inc. para Nintendo DS. Es la continuación de la historia del best-seller del año 2006 para PlayStation 2 Final Fantasy XII.
Un año después de los eventos de Final Fantasy XII, el protagonista Vaan es ahora un pirata del cielo que posee su propia aeronave. Lo acompaña su fiel amiga Penelo y otros personajes que retornan de Final Fantasy XII,
así como algunos nuevos, tales como Llyud, miembro de la Raza Aegyl, quien tiene la forma de un humano pero con alas en su espalda.
Durante sus Aventuras Vaan llega al Purvama (Continente Flotante y Sagrado) Lemurés, donde se desarrolla la gran mayoría de esta historia.
Revenant Wings fue el primer juego anunciado de la "Ivalice Alliance" (Alianza Ivalice), que es una colección de juegos cuyas historias se desarrollan en este continente.

## Modo de juego
Después de completar la secuencia del prólogo, el jugador obtiene una aeronave llamada con el nombre de su Clan. El nombre predeterminado es Galbana o Beiluge (ベイルージュ Beirūju?) en la versión Japonesa.
La aeronave es usada como base de operaciones para el grupo, donde se puede visualizar el diario, las misiones disponibles, los conocimientos adquiridos (Legado e Historia de Lemurés) y navegar entre las Islas del Archipiélago Celestial de Lemurés. El interior de la nave puede ser decorada por el jugador posteriormente.

### Sistema de batalla
Revenant Wings es un juego de estrategia en tiempo real, pero con evidentes elementos traídos de anteriores Títulos como Final Fantasy Tactics y Final Fantasy Tactics Advance.
Todo el sistema de batalla es manejado por medio del Stylus, del Nintendo DS. Así como en Final Fantasy XII, todas las batallas inician inmediatamente se da el contacto con el enemigo. El jugador puede controlar las acciones de los personajes con solo tocarlos, permitiéndoles usar habilidades, atacar o moverse.
Cada personaje tiene un tipo de ataque: Cuerpo a Cuerpo, A distancia y volador (Este sistema funciona como un juego de piedra, papel o tijera).

### Invocaciones
La magia de Invocación, regresa de Final Fantasy XII, pero en este juego los Espers e Iludios (Terminología usada en Final Fantasy XII Revenant Wings para designar a los monstruos que se invocan), juegan un papel vital para el desarrollo del juego. Las Habilidades de Invocación se mejoran por medio del Anillo de los Pactos, permitiendo forjar Pactos con nuevos Espers, con solo pagar un precio de Sacrocita (Cristal Mágico usado para invocar).
Por medio del anillo es posible forjar pactos con Espers, de Nivel I (Ej/: Djinn), Nivel II (Ej/: Balasa) y Nivel III (Ej/: Ifrit), lo que permite mejorar los grupos de batalla del jugador.
Al inicio de cada batalla, se invocan automáticamente, un grupo de Espers, pero si el jugador desea invocar más Espers, tendrá que poseer al menos una Puerta De Invocación.

### Forja y Síntesis
Un elemento de Alquimia y Síntesis es utilizado en el juego, donde los jugadores obtienen recetas y materiales para forjar nuevas armas, en cada batalla. El jugador puede procesar dichos Materiales, para obtener una nueva arma, dependiendo del grado de calidad de los materiales, las estadísticas Estándar del arma a forjar mejorarán o empeorararán.

## Argumento

### Localizaciones
Algunas localizaciones de Ivalice, pueden ser visitadas, pero la mayoría del juego se desarrolla en el Purvama Lemurés, continente que fue alzado sobre los cielos de Ivalice por el dios de los egules, Forthanos, El Eterno, mucho tiempo antes, el continente es sostenido por Las Piedras Celestiales (Utilizadas para mantener el Vuelo de las Aeronaves) y principalmente por las Sublimitas (Grandes concentraciones de Sacrocita), estos cristales erigieron una barrera sobre el continente, lo que hizo que fuera aislado del resto de Ivalice, convirtiendo a Lemurés en una leyenda.
El Continente es habitado por los egules, una raza similar a la humana, pero difieren en que estos seres cuentan con alas en sus espaldas, aunque se considera una bendición también es una maldición ya que la vida de los egules es sustancialmente más corta (Dura 40 años)
Lemurés es dominado por la magia de las Sublimitas, que son la fuente de las Sacrocitas, la cual le permite a su poseedor invocar Un ilurio (Término usado por los Aegyl para designar a los Espers), sin embargo el uso continuo de las Sacrocitas, drena lentamente el alma del usuario.

### Personajes
Los personajes fueron diseñados por Ryoma Itō, quien diseñó también los personajes de Final Fantasy Tactics Advance, Itō baso sus diseños en los bocetos del Diseñador de los de Final Fantasy XII Akihiko Yoshida.
Entre los personajes están:
- Vaan
- Penelo
- Ashe
- Larsh
- Balthier
- Basch
- Fran
- Kytes
- Phila
- Ba’Gamnan
- Lyud
- Tomaj
- Medea
- Willies
- Cu Sith

### Historia
Revenant Wings comienza un año después de los eventos de Final Fantasy XII, donde Vaan vuela su propia Nave, justo después de que Balthier Y Fran, "Roban" el Strahl, en Bervenia.
Vaan y Balthier se dirigen hacía las ruinas de Glabados, donde obtienen, el tesoro de Glabados, el cual se dice tiene una conexión con el eterno (Forthanos), pero esto desencadena la destrucción de las Ruinas, esto causa que la Nave de Vaan caiga al Agua y se pierda para siempre.
Sin embargo poco después, en la "Ciudad Real de Rabanasta", Vaan descubre una nueva nave, y desea tomarla, con esta nave denominada Galbana, Vaan y su grupo llegan al legendario Purvama, Lemurés, navegando por unas Ruinas en una de las islas de Lemurés, Vaan y el grupo conocen a Lyud un egul, que los decide Ayudar. Toda la historia se desarrolla alrededor de las Acciones del "Juez Alado", un misterioso personaje, que tiene una conexión con Forthanos, El Eterno, lo que lleva a descubrir al grupo la Verdad detrás de El Galbana, el tesoro de Glabados, y Forthanos el Dios de los egules.